# 더그림컴퍼니
더그림컴퍼니는 뮤럴아트(대형벽화, 트릭아트)와 미디어 아트 (VR, AR, 시그니처)를 작업하는 대한민국의 기업이다. 

크게 뮤럴아트팀과 미디어아트팀으로 나뉘어있으며 

뮤럴아트팀은 국내외 대형벽화, AR 트릭아트뮤지엄, 트릭아트 등 벽화 전반의 기획과 디자인, 시공을 담당하고 있으며, 

미디어아트팀은 AR(증강현실)과 VR(가상현실)을 포함한 미디어를 아트에 결합시킨 다양한 콘텐츠를 제작하고 있다.

## 연혁
| 2011 | 로로아트플랜 기업 설립                                                            |
|      | 비영리단체 재능기부 '컨츄리 스마일' 설립                                          |
|      | 호주 시드니타운 트릭아트 뮤지엄 기획 및 시공                                      |
|      | 인천 계양구청'희망그리기' 벽화 사업                                               |
| 2012 | 삼성 코엑스 삼성 진시관 트릭아트                                                  |
|      | 연평도 '희망의 씨앗'공공미술 사업 시공                                            |
|      | 한화에너지 태양벽화 시리즈 기획 및 시공                                           |
|      | 부천 만화 영상 진흥원 포토존 조성사업                                             |
|      | 선거연수원 건물외벽 역대 대통령 선거 포스터 작화                                  |
|      | 인천 아시안 게임 트릭아트 포토존                                                  |
|      | 문경 석탄박물관 기획 및 시공                                                      |
| 2013 | 청계광장 나눔수 페스티벌 트릭아트 기획 및 제작                                    |
|      | 하이트진로 드라이피니시 프로모션 기획 및 트릭아트 제작                            |
|      | 서울시청 보도블럭 EXPO 트릭아트 기획 및 제작                                      |
|      | 중국 베이징 올림픽 주 경기장 내 트릭아트 뮤지엄 기획 및 제작                      |
| 2014 | 비영리단체 재능기부 '더그림' 설립                                                 |
|      | (주)로로아트플랜 법인 전환                                                        |
|      | LG Inno Fest 2014 Asia 전략발표회 트릭아트 전시                                   |
|      | EBS '두다리쿵' 프로모션 기획 및 트릭아트 전시                                     |
|      | 한강사업본부 '행복몽땅' 프로젝트 기획 및 시공                                     |
|      | 제주 '더 베니스랜드' 트릭아트 테마 뮤지엄 기획 및 시공                            |
|      | 홍콩 리펄스베이 'Visual art museum' 테마뮤지엄 기획 및 시공                       |
| 2015 | 문화방송 MBC 상암 신사옥 1층 Trick TV 뮤지엄 기획 및 제작                         |
|      | 캄보디아 프놈펜 '3D ART WORLD' 뮤지엄 기획 및 제작                                |
|      | 한국공항공사 전국 공항 내 트릭아트 포토존 기획 및 시공                            |
|      | 인천 계양구청 경인고속도로 하부통로 파타일벽화 기획 및 시공                       |
|      | AK플라자 'Wonder Love'프로모션 전 지점 기획 및 제작                               |
|      | KT 평창 동계올림픽 세계최초 5G 트릭아트 포토존 기획 및 제작                       |
| 2016 | 뉴질랜드 로토루아 트릭아트 뮤지엄 기획 및 시공                                    |
|      | 서울 을지로 그레뱅 뮤지엄 프랑스관 'Ulala Paris' 기획 및 제작                     |
|      | 서울 도봉구청 '방학역사 벽면 트릭아트 길' 공공미술 기획 및 제작                   |
|      | 서울 정화여자중학교 건물 외벽 슈퍼그래픽 기획 및 시공                             |
|      | 서울 중구청 회현동 '남산옛길'공공미술 기획 및 시공                                |
|      | 서울 신사동 가로수길 '츄파춥스' 트릭아트 포토존 기획 및 시공                      |
| 2017 | 산업통상자원부 디자인혁신 역량강화사업                                            |
|      | (글로벌 디자인 전문기업 육성 BI연계형)선정                                        |
|      | 중국 양장 'ECO MAGICAL WORLD' AR 트릭아트 뮤지엄 기획 및 제작                     |
|      | 현대자동차 코엑스전시관 트릭아트 포토월 기획 및 제작                              |
|      | 삼성전자 Galaxy Note7 프로모션 트릭아트 기획 및 제작                              |
|      | 서울 D.D.P Google Play 오락관 '미니언즈' 포토존 기획 및 제작                      |
|      | 이문세 콘서트 'The Best'포토존 기획 및 제작                                       |
|      | 한화 여수 아쿠아 플라넷 수족관 내부 벽화 디자인 및 시공                           |
|      | EBS 다큐멘터리 '시선'인트로 영상 중 아나모픽 아트 시공                            |
|      | 서울 중구청 계단 트릭아트 공공미술 기획 및 시공                                   |
|      | 서울 동작소방서, 서초소방서 건물 외부 트릭아트 디자인 및 시공                     |
|      | 강원 삼척시청 '어촌마을 건물 외벽 슈퍼그래픽' 공공미술 기획 및 제작               |
|      | 경남 산청군청 홍보관 AR트릭아트 기획 및 제작                                      |
|      | 인천 남동구청 상인천여자중학교 공공미술벽화 기획 및 제작                          |
|      | 서울 송파 하비오 워터파크 트릭아트 포토존 기획 및 제작                            |
| 2018 | 인천시 사일로 (곡물창고) 슈퍼그래픽 디자인 기획                                   |
|      | 제주 삼달리 '고흐의 정원' 테마 뮤지엄 기획 및 제작                                |
|      | 뉴스 방송채널 YTN사이언스 다큐S 프라임 59회 [착시에 대하여] 인터뷰 방영           |
|      | 신세계 백화점 명동점, 충주점, 광주점 AR트릭아트관 기획 및 제작                    |
|      | 경북 콘텐츠진흥원 야외 AR벽화 기획 및 시공                                        |
|      | 서울 보훈병원 내부 복도 사계절 벽화길 기획 및 조성                                |
|      | 서울 중구청 소공동 주민센터 공공미술 벽화 기획 및 조성                            |
|      | 강원 춘천시청 교각 하부 트릭아트 및 조형물 공공미술 기획 및 조성                  |
|      | 울산시청 장생포 고래길 조성사업 기획 및 시공                                      |
|      | 순천시청 '매력 넘치는 씨내몰' AR트릭아트관 기획 및 시공                           |
| 2019 | VISA카드 '롯데 타워 잔디광장 AR트릭아트' 프로모션 기획 및 제작                    |
|      | 경기 김포소방서, 분당소방서, 광명소방서 건물 외부 AR트릭아트 포토존 기획 및 제작  |
|      | 동국대 링크사업단 VR, AR 콘텐츠 제작 및 강의                                      |
|      | 인천 '트릭아트 스토리 뮤지엄' AR 증강현실 콘텐츠 개발 및 제작                     |
|      | 대전 동구청 대동하늘공원 AR트릭아트 공공미술 기획 및 조성                         |
|      | 서울 명동 '겨울 테마 AR뮤지엄' 기획 및 제작                                       |
|      | 국립 민속 국악원 내부 AR트릭아트 포토존 기획 및 시공                              |
|      | 강원 삼척시청 해상케이블 홍보관 내부 AR트릭아트관 기획 및 시공                    |
|      | 강원 춘천시청 스카이워크 내 바닥트릭아트 기획 및 제작                             |
|      | 서울 사당초등학교 담장 개선사업 공공미술 기획 및 제작                             |
|      | (주)나이스디앤비 기술평가 우수기술기업 인증서 T-4 인증                            |
|      | 중소벤처기업부 구매조건부 신제품개발사업 해외수요처 과제선정(과제번호 : S2630434) |
|      | 중소기업 중앙회 2019 모범기업인상 표창                                            |
| 2020 | 코엑스 VRAR expo2020 [나를 찾는 모험 The Inside]참가                              |
|      | LA '3DAR 트릭아트 뮤지엄' 기획 및 시공                                            |
|      | 제천 청풍 '환상 미술관' 트릭아트 뮤지엄 기획 및 시공                              |
|      | 해남 '해전사기념관' AR트릭아트 포토존 기획 및 시공                                |
|      | 관악구 신원스트리트갤러리 조성사업 기획 및 시공                                   |
|      | 진도 국악원 AR트릭아트 포토존 기획 및 시공                                        |
|      | 동피랑 마을 벽화 기획 및 시공                                                     |
|      | 김해소방서 서부본부, 율하, 장유 소방서 AR트릭아트 포토존 기획 및 시공             |
|      | 박미고개옹벽 벽화조성사업 기획 및 시공                                            |
|      | 경남통일관 AR트릭아트 포토존 기획 및 시공                                         |
|      | 2020 전주벽화 트리엔날레 참가                                                     |
|      | LH AR컨텐츠관련정도 기획 및 제작                                                  |
|      | 도림천 '수변무대' 트릭아트 기획 및 시공                                           |
|      | 분당소방서 AR트릭아트 포토존 기획 및 시공                                         |
|      | 서산해미읍성 AR트릭아트존 기획 및 시공                                            |
|      | 김해 불암동 양장골 '새뜰 문화사업' 기획 및 시공                                   |
| 2021 | 코엑스 VRAR expo2021 [나를 찾는 모험 The Inside]참가                              |
|      | 김해 지혜의바다 외부 벽면 디자인 기획 및 시공                                     |
|      | 춘천 스토리가 있는 벽화 마을 기획 및 시공                                         |
|      | 국립과학관 온라인 게임 제작                                                       |
|      | 삼성카드x카카오페이 AR포토존 기획 및 제작                                         |
|      | 양양 3.1만세 운동 마을벽화 기획 및 시공                                           |
|      | 연천군 재인폭포 AR 기획 및 제작                                                   |
|      | 전주 로마네시키 트릭아트 포토존 기획 및 시공                                      |
|      | 대구 LH 안전훈련 AR컨텐츠 기획 및 제작                                            |
|      | 사명대사 유적지 AR컨텐츠 기획 및 제작                                             |
|      | 고양평화통일관 AR트릭아트관 기획 및 시공                                          |
|      | 강동 송파 교육지우너청 AR컨텐츠 기획 및 제작                                      |
|      | 천적생태과학관 AR트릭아트 포토존 기획 및 시공                                     |
|      | 중랑천 힐링 산책길 디자인 기획 및 시공                                            |
|      | 경남 합천 안전체험관 AR트릭아트 포토존 기획 및 시공                               |
|      | 농협 VR가상영업점_독도지점 기획 및 제작                                           |